# Cantone di Saint-Amans
Il Cantone di Saint-Amans era una divisione amministrativa dell'arrondissement di Mende.
È stato soppresso a seguito della riforma complessiva dei cantoni del 2014, che è entrata in vigore con le elezioni dipartimentali del 2015.
Comprendeva i comuni di:
- Lachamp
- Estables
- Les Laubies
- Ribennes
- Rieutort-de-Randon
- Saint-Amans
- Saint-Denis-en-Margeride
- Saint-Gal
- Servières
- La Villedieu